# Condado de Wilkinson (Geórgia)
O Condado de Wilkinson é um dos 159 condados do Estado americano de Geórgia. A sede do condado é Irwinton, e sua maior cidade é Irwinton. O condado possui uma área de 1 171 km², uma população de 10 220 habitantes, e uma densidade populacional de 9 hab/km² (segundo o censo nacional de 2000). O condado foi fundado em 11 de maio de 1803.